# Rosy Afsari
Rosy Afsari (bengalisch রোজি সামাদ Roji Sāmād; * 1946/47; † 9. März 2007 in Dhaka) war eine bangladeschische Schauspielerin. Sie spielte in etwa 200 Filmen.
Afsari begann ihre Schauspielkarriere unter dem Namen Rosy Samad im Jahr 1964 mit dem Film Eito Jibon. Sie spielte eine Hauptrolle in Zahir Raihans Film Sangam (1964), dem ersten Farbfilm Pakistans.
Ihre wichtigsten Filme waren Surjo Sangram (1979) von Abdus Samad, Golapi Ekhon Trainey (1979) von Amjad Hossain, Jibon Thekey Neya (1970) von Zahir Raihan und Ritwik Ghataks Titash Ekti Nadir Naam (1973). Sie produzierte auch einige Filme und führte Regie.
Rosy Afsari erhielt mehrere bangladeschische National Film Awards. Sie war mit dem Filmregisseur Malek Afsari verheiratet und hatte zwei Kinder. Sie starb im Alter von 60 Jahren in einem Krankenhaus in Dhaka an Nierenversagen.

## Trivia
Am 23. April 2019 wurde Afsari mit einem Google Doodle geehrt.